# Campionati norvegesi di sci alpino 2011
I Campionati norvegesi di sci alpino 2011 si sono svolti a Oppdal e Trysil dal 20 al 27 marzo. Il programma ha incluso gare di discesa libera, supergigante, slalom gigante, slalom speciale e supercombinata, tutte sia maschili sia femminili.
Trattandosi di competizioni valide anche ai fini del punteggio FIS, hanno potuto partecipare anche sciatori di altre federazioni, senza che questo consentisse loro di concorrere al titolo nazionale norvegese.

## Risultati

### Uomini

#### Discesa libera
| Pos. | Atleta                   | Nazione  | Tempo   |
| ---- | ------------------------ | -------- | ------- |
| 1    | Kristian Haug            | Norvegia | 1:12,54 |
| 2    | Jørn Lunn Olsen          | Norvegia | 1:13,48 |
| 3    | Endre Bjertness          | Norvegia | 1:13,89 |
| 4    | Lars Elton Myhre         | Norvegia | 1:14,00 |
| 5    | Christoffer Kyllingstad  | Norvegia | 1:14,13 |
| 6    | Axel William Patricksson | Norvegia | 1:14,42 |
| 7    | Markus Nilsen            | Norvegia | 1:14,46 |
| 8    | Martin Fjeldberg         | Norvegia | 1:14,70 |
| 9    | Emil Holmeide Blattmann  | Norvegia | 1:14,76 |
| 10   | Truls Ove Karlsen        | Norvegia | 1:14,82 |

Data: 22 marzo

Località: Oppdal

#### Supergigante
| Pos. | Atleta                   | Nazione  | Tempo   |
| ---- | ------------------------ | -------- | ------- |
| 1    | Kjetil Jansrud           | Norvegia | 1:18,51 |
| 2    | Aksel Lund Svindal       | Norvegia | 1:18,62 |
| 3    | Iver Bjerkestrand        | Norvegia | 1:18,71 |
| 4    | Lars Elton Myhre         | Norvegia | 1:18,80 |
| 5    | Kristian Haug            | Norvegia | 1:18,84 |
| 6    | Martin Olav Brusletto    | Norvegia | 1:19,37 |
| 7    | Aleksander Aamodt Kilde  | Norvegia | 1:19,51 |
| 8    | Adrian Smiseth Sejersted | Norvegia | 1:19,73 |
| 9    | Jørgen Brath             | Norvegia | 1:19,73 |
| 10   | Henrik Kristoffersen     | Norvegia | 1:19,75 |

Data: 21 marzo

Località: Oppdal

#### Slalom gigante
| Pos. | Atleta                    | Nazione  | Tempo   |
| ---- | ------------------------- | -------- | ------- |
| 1    | Kjetil Jansrud            | Norvegia | 2:18,47 |
| 2    | Aksel Lund Svindal        | Norvegia | 2:18,90 |
| 3    | Truls Ove Karlsen         | Norvegia | 2:19,10 |
| 4    | Lars Elton Myhre          | Norvegia | 2:19,53 |
| 5    | Markus Nilsen             | Norvegia | 2:19,82 |
| 6    | Iver Bjerkestrand         | Norvegia | 2:19,83 |
| 7    | Truls Johansen            | Norvegia | 2:20,12 |
| 8    | Johan Öhagen              | Svezia   | 2:20,40 |
| 9    | Christoffer Kyllingstad   | Norvegia | 2:20,51 |
| 10   | Emil Bjørtomt Kristiansen | Norvegia | 2:20,55 |

Data: 26 marzo

Località: Trysil

#### Slalom speciale
| Pos. | Atleta                    | Nazione  | Tempo   |
| ---- | ------------------------- | -------- | ------- |
| 1    | Truls Johansen            | Norvegia | 1:51,74 |
| 2    | Lars Elton Myhre          | Norvegia | 1:51,90 |
| 3    | Henrik Kristoffersen      | Norvegia | 1:52,07 |
| 4    | Calle Lindh               | Svezia   | 1:52,53 |
| 5    | Emil Bjørtomt Kristiansen | Norvegia | 1:52,66 |
| 6    | Truls Ove Karlsen         | Norvegia | 1:52,75 |
| 7    | Martin Budal              | Norvegia | 1:52,78 |
| 8    | Nikolai Tornø Narvestad   | Norvegia | 1:53,02 |
| 9    | Simen Ramberg Christensen | Norvegia | 1:53,13 |
| 10   | Henrik Gunnarsson         | Svezia   | 1:53,38 |

Data: 27 marzo

Località: Trysil

#### Supercombinata
| Pos. | Atleta               | Nazione  | Tempo   |
| ---- | -------------------- | -------- | ------- |
| 1    | Lars Elton Myhre     | Norvegia | 1:55,32 |
| 2    | Kjetil Jansrud       | Norvegia | 1:56,10 |
| 3    | Gøran Kirkefjord     | Norvegia | 1:56,64 |
| 4    | Bjørn Tore Staurset  | Norvegia | 1:56,68 |
| 5    | Endre Bjertness      | Norvegia | 1:56,83 |
| 6    | Truls Ove Karlsen    | Norvegia | 1:56,84 |
| 7    | Iver Bjerkestrand    | Norvegia | 1:56,85 |
| 8    | Henrik Kristoffersen | Norvegia | 1:56,89 |
| 9    | Bjørnar Neteland     | Norvegia | 1:57,18 |
| 10   | Vegard Busengdal     | Norvegia | 1:57,22 |

Data: 21 marzo

Località: Oppdal

### Donne

#### Discesa libera
| Pos. | Atleta                    | Nazione  | Tempo   |
| ---- | ------------------------- | -------- | ------- |
| 1    | Lotte Smiseth Sejersted   | Norvegia | 1:15,50 |
| 2    | Nora Birgithe Stang       | Norvegia | 1:16,57 |
| 3    | Kristina Riis-Johannessen | Norvegia | 1:17,11 |
| 4    | Cecilie Smith             | Norvegia | 1:17,90 |
| 5    | Kari Bergheim Hole        | Norvegia | 1:18,41 |
| 6    | Ragnhild Mowinckel        | Norvegia | 1:18,48 |
| 7    | Kristine Birkeland        | Norvegia | 1:18,94 |
| 8    | Kristin Graabak           | Norvegia | 1:19,19 |
| 9    | Karoline Ekse Jenssen     | Norvegia | 1:19,79 |
| 10   | Chloe Margrethe Fausa     | Norvegia | 1:20,87 |

Data: 22 marzo

Località: Oppdal

#### Supergigante
| Pos. | Atleta                    | Nazione  | Tempo   |
| ---- | ------------------------- | -------- | ------- |
| 1    | Lotte Smiseth Sejersted   | Norvegia | 1:21,10 |
| 2    | Kristina Riis-Johannessen | Norvegia | 1:23,46 |
| 3    | Nora Birgithe Stang       | Norvegia | 1:25,10 |
| 4    | Ragnhild Mowinckel        | Norvegia | 1:25,70 |
| 5    | Kristine Birkeland        | Norvegia | 1:25,71 |
| 6    | Frida Heggebø             | Norvegia | 1:26,81 |
| 7    | Karoline Ekse Jenssen     | Norvegia | 1:26,96 |
| 8    | Erika Holand Tøsse        | Norvegia | 1:27,20 |
| 9    | Kristin Graabak           | Norvegia | 1:27,27 |
| 10   | Chloe Margrethe Fausa     | Norvegia | 1:27,77 |

Data: 21 marzo

Località: Oppdal

#### Slalom gigante
| Pos. | Atleta                  | Nazione  | Tempo   |
| ---- | ----------------------- | -------- | ------- |
| 1    | Lotte Smiseth Sejersted | Norvegia | 2:01,37 |
| 2    | Nathalie Eklund         | Svezia   | 2:01,63 |
| 3    | Paulina Grassl          | Svezia   | 2:01,67 |
| 4    | Chloe Margrethe Fausa   | Norvegia | 2:02,26 |
| 5    | Tessan Berglund         | Svezia   | 2:02,29 |
| 6    | Ragnhild Mowinckel      | Norvegia | 2:02,68 |
| 7    | Anna Swenn Larsson      | Svezia   | 2:02,78 |
| 7    | Annie Winquist          | Norvegia | 2:02,78 |
| 9    | Hanna Westman           | Svezia   | 2:02,85 |
| 10   | Lisa Blomqvist          | Svezia   | 2:02,89 |

Data: 26 marzo

Località: Trysil

#### Slalom speciale
| Pos. | Atleta                    | Nazione   | Tempo   |
| ---- | ------------------------- | --------- | ------- |
| 1    | Lotte Smiseth Sejersted   | Norvegia  | 2:01,46 |
| 2    | Charlotta Säfvenberg      | Svezia    | 2:01,57 |
| 3    | Merle Soppela             | Finlandia | 2:02,36 |
| 4    | Anna Swenn Larsson        | Svezia    | 2:02,39 |
| 5    | Annie Winquist            | Norvegia  | 2:02,72 |
| 6    | Kristina Riis-Johannessen | Norvegia  | 2:03,19 |
| 7    | Elise Wøien Tefre         | Norvegia  | 2:03,95 |
| 8    | Ragnhild Mowinckel        | Norvegia  | 2:03,99 |
| 9    | Maren Skjøld              | Norvegia  | 2:04,30 |
| 10   | Nathalie Eklund           | Svezia    | 2:04,48 |

Data: 27 marzo

Località: Trysil

#### Supercombinata
| Pos. | Atleta                  | Nazione  | Tempo   |
| ---- | ----------------------- | -------- | ------- |
| 1    | Lotte Smiseth Sejersted | Norvegia | 1:56,64 |
| 2    | Karoline Ekse Jenssen   | Norvegia | 2:00,07 |
| 3    | Kristin Graabak         | Norvegia | 2:00,58 |
| 4    | Nora Birgithe Stang     | Norvegia | 2:01,17 |
| 5    | Stina Raustein          | Norvegia | 2:03,33 |
| 6    | Marthe Næss             | Norvegia | 2:03,64 |
| 7    | Tonje Healey Trulsrud   | Norvegia | 2:03,96 |
| 8    | Meena Grepp             | Norvegia | 2:07,37 |
| 9    | Nina Meidell Løsnes     | Norvegia | 2:07,69 |

Data: 21 marzo

Località: Oppdal